# Mónica Sánchez
Mónica Mariel Sánchez Cuadros (Lima, 27 de febrero de 1970) es una actriz peruana, que ha sido reconocida principalmente por los roles protagónicos de Micaela Villegas en la telenovela biográfica La Perricholi, de Rosario «Charo» Flores en la serie Al fondo hay sitio y de la Muñequita Sally en Sally, la muñequita del pueblo.

## Carrera
Su interés por la actuación surgió en un taller de verano, cuando cumplía los 10 años de edad y decidió estudiar en el Centro de Formación del Teatro de la Universidad Católica. Debutó en el teatro actuando en las obras Eclipse total y El perro del hortelano. En 1992, debutó en televisión con el papel protagónico de la miniserie épica La Perricholi, realizando el personaje de la amante del Virrey Amat. Seguidamente actuó en las telenovelas Bolero y Las Mujeres de mi Vida, y protagonizó Los de arriba y los de abajo y Los unos y los otros. 

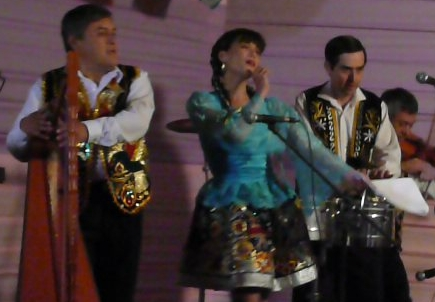
Mónica como Sally en Sally, la muñequita del pueblo.

En 1996 protagonizó la segunda versión de la telenovela Nino junto al actor Christian Thorsen. El año siguiente actuó en Todo se compra, todo se vende.
En 1999 actuó en las películas Pantaleón y las visitadoras bajo la dirección de Francisco J. Lombardi y La carnada de Marianne Eyde. El mismo año, Sánchez presidió el Sindicato Nacional de Actores de Televisión y Cine de Perú.
En el año 2000 actuó en las obras de teatro Sueño de una tarde dominical y Macbeth.
Sánchez incursionó en la conducción en 2005, siendo presentadora del programa Soy igual que tú, y posteriormente de Cuéntame tu vida. El mismo año participó en la obra El gran teatro del mundo, bajo la dirección de Luis Peirano.
En 2007 participó en la obra autosacramental La vida es sueño como "El amor".
Sánchez concursó en la segunda temporada del reality show de baile Bailando por un sueño conducido por Gisela Valcárcel, donde obtuvo el segundo puesto tras tres meses de competencia. seguidamente concursó en la temporada Bailando por un sueño: reyes de la pista, donde obtuvo el tercer puesto. En el cine, apareció en la película Pasajeros. A fines de año protagonizó la miniserie Sally, la muñequita del pueblo como Sally Barreto. 
Sánchez empezó a actuar en la serie de televisión Al fondo hay sitio en 2009, emitida por América Televisión. Durante agosto del mismo año actuó en la obra de comedia Boeing Boeing, dirigida por Rocío Tovar.
Sánchez, protagonizó la obra de teatro La Chunga –adaptación del libro de Mario Vargas Llosa– bajo la dirección de Giovanni Ciccia, donde su personaje tiene un romance lésbico con Mechita, interpretado por Stephanie Orué.
En septiembre de 2010 participó en el musical La Jaula de las locas (adaptación de La Cage aux Folles), como Marie bajo la dirección de Juan Carlos Fisher.
En 2012 estelarizó el videoclip del sencillo "Invisible", del cantautor Gian Marco.
De 2017 a 2021, Monica interpretó a Malena en De Vuelta al Barrio.
En el año 2025, se estrenará la película "No te mueras por mí", donde Monica interpreta a Laura, una exitosa abogada.

## Vida personal e imagen
En 1996, fruto de su matrimonio con el empresario Mario Sifuentes, nació su primera hija: Mariel Sifuentes.
En el año 2000, se casó con el empresario argentino Fabían Reyes, con quien tuvo su segunda hija: Miranda, nacida en 2002. Diez años después, en 2010, se hizo pública su separación.

### Activismo político
Sánchez, a los 12 años de edad, empezó a participar en el Comité Vecinal de Izquierda Unidad en San Borja. Ella declaró: «salía por las noches junto al subcomité de propaganda a hacer pegatinas porque las elecciones se acercaban; y en las elecciones era una de las encargadas de llevar alimentos a los personeros que desde las primeras horas del día cuidaban los votos de la izquierda».
En 1999 presidió el Sindicato Nacional de Actores de Televisión y Cine de Perú. Sánchez, debido a su formación educativa, así como a su entorno familiar y personalidad, mostró su postura frente a la realidad social y política de su país, como de los diversos hechos mundiales, aunque por ello muchas veces estuvo relegada de la televisión. En repetidas oportunidades criticó a los gobiernos de turno—en especial—a la de Alberto Fujimori; convocando al "Lavado de bandera" en la Plaza Mayor de Lima, frente al Palacio de Gobierno y a la vez, participando en la Marcha de los Cuatro Suyos como integrante de Colectivo Sociedad Civil, junto a otros actores como Carlos Carlín, Vanessa Robbiano, al guionista Eduardo Adrianzén, entre otros. Sánchez declaró que proviene de una familia con marcadas preocupaciones sociales.
En 2008 condujo el especial Tele como te sueño a cargo de la Veeduría Ciudadana.
Sánchez se mostró abiertamente en contra de la campaña de revocación a la alcaldesa de Lima Susana Villarán en la consulta popular de revocatoria de marzo de 2013, participando en la campaña "Voces y rostros por el No" y en spots televisivos.

### Activismo social
Sánchez es imagen, junto a otros artistas, de la campaña de Unicef "Buena onda", que busca recaudar fondos en beneficio de los niños peruanos que viven en las zonas más alejadas y pobres del país. Para colaborar con la campaña de 2010, grabó un reportaje en las zonas más pobres de Pamplona Alta.
En septiembre de 2011, fue nombrada por Unicef como "Embajadora de Buena Voluntad".
Junto al movimiento VDay, Sánchez apoyó la campaña "Un billón de pie" en 2013.
Actualmente apoya la campaña "No toleres la violencia Escolar" de Convivencia en la Escuela, una Asociación sin fines de lucro que busca erradicar el bullying escolar del Perú.

## Filmografía
| Año                  | Título                                   | Rol                                        | Notas                                                                         |
| Televisión           | Televisión                               | Televisión                                 | Televisión                                                                    |
| -------------------- | ---------------------------------------- | ------------------------------------------ | ----------------------------------------------------------------------------- |
| 1992                 | La Perricholi                            | Micaela Villegas y Hurtado "La Perricholi" | Rol principal                                                                 |
| 1993                 | Bolero                                   |                                            |                                                                               |
| 1993                 | Las Mujeres de mi Vida                   |                                            |                                                                               |
| 1994                 | Los de arriba y los de abajo             | Gloria Campos                              | Rol principal                                                                 |
| 1995                 | Los unos y los otros                     | Julieta                                    | Rol antagónico                                                                |
| 1996                 | Nino                                     | Bianca                                     | Rol principal                                                                 |
| 1997                 | Todo se compra, todo se vende            |                                            |                                                                               |
| 1998                 | Secretos                                 |                                            |                                                                               |
| 1999                 | María Emilia, querida                    | Rocío Gómez                                |                                                                               |
| 2002                 | Sarita Colonia                           | Mariela                                    |                                                                               |
| 2004                 | Eva del Edén                             | Eva de Palomino                            | Rol principal                                                                 |
| 2005                 | Soy igual que tú                         | Presentadora                               |                                                                               |
| 2005                 | Cuéntame tu vida                         | Presentadora                               |                                                                               |
| 2008                 | Bailando por un sueño                    | Concursante                                | 2° puesto                                                                     |
| 2008                 | Bailando por un sueño: reyes de la pista | Concursante                                | 3° puesto                                                                     |
| 2008                 | Sally, la muñequita del pueblo           | Sally Barreto                              | Rol principal                                                                 |
| 2009-2016; 2022-2024 | Al fondo hay sitio                       | Rosario "Charo" Flores                     | Rol principal                                                                 |
| 2016                 | Amores que matan                         | Presentadora                               |                                                                               |
| 2017–2021            | De vuelta al barrio                      | Malena Ugarte Torres de Bravo              | Rol protagónico (temp. 1-2), Rol protagónico antagónico reformado (temp. 3-4) |
| 2019                 | Sucedió en el Perú                       | Micaela Villegas y Hurtado "La Perricholi" | Invitada                                                                      |
| Películas            |                                          |                                            |                                                                               |
| 1999                 | La carnada                               | María                                      | Filmada en 1997                                                               |
| 1999                 | Pantaleón y las visitadoras              | Pochita                                    |                                                                               |
| 2000                 | Imposible Amor                           |                                            |                                                                               |
| 2000                 | Once rosas                               |                                            | Cortometraje                                                                  |
| 2000                 | El verano próximo                        |                                            | Cortometraje                                                                  |
| 2003                 | Un marciano llamado deseo                | Andrea                                     | Para TV                                                                       |
| 2004                 | La visita                                |                                            | Cortometraje                                                                  |
| 2008                 | Pasajeros                                | Estela                                     |                                                                               |
| 2016                 | El Candidato                             | Ondine                                     |                                                                               |
| 2020                 | Rómulo y Julita                          | Julita                                     | Rol principal                                                                 |
| 2024                 | La herencia de Flora                     | Francisca Zubiaga y Bernales               | Rol principal                                                                 |
| Videos musicales     |                                          |                                            |                                                                               |
| 2012                 | "Invisible" de Gian Marco                | Interés amoroso                            |                                                                               |

## Teatro
- Eclipse total (1991)
- El perro del hortelano (1991)
- Bodas de sangre (1993)
- El Rey Lear (1999) como Cordelia y Bufón.
- Sueño de una tarde dominical (2000) como Tina.
- Macbeth (2000)
- Fausto (2001)
- Las manos sucias (2002)
- El gran teatro del mundo (2005) como La hermosura.
- El cantar de los cantares (2005) como Tirsa.
- Extremos (2007) como Marjorie.
- La vida es sueño (2007) como El amor.
- Misericordia (2008) como Abby Prescott.
- Occidente (2009)
- Boeing boeing (2009) como Jacqueline Grieux.
- La Chunga (2009) como La Chunga.
- La Jaula de las locas (2010) como Marie.
- Tito Andrónico (2024) como Tamora.

## Premios y nominaciones
| Año  | Premio                       | Categoría          | Trabajo            | Resultado |
| ---- | ---------------------------- | ------------------ | ------------------ | --------- |
| 2011 | Premios Luces de El Comercio | Mejor actriz de TV | Al fondo hay sitio | Ganadora  |